# 금오산역
금오산역(金烏山驛)은 경부선이 개통했을 당시에 있었던 역이었다.  경부선이 개통했을 당시에는 김천에서 금오산을 거쳐서 약목까지 연결이 되었는데 금오산의 구배가 험했기 때문에 보조기관차를 연결하려는 목적으로 설치한 역이었다.
1916년에 김천 - 약목간 선로 이설로 선로가 더 이상 금오산역을 지나지 않게 되면서 폐역이 되었다.

## 역사
- 1905년 1월 1일 : 영업 개시
- 1916년 11월 1일 : 김천 - 약목간 선로 이설로 폐역